# Гіповолемічний шок
Гіповолемічний шок — стан, який спричинює значне зменшення об'єму циркулюючої крові (ОЦК). У результаті втрати рідини (або крові) знижується наповнення шлуночків серця і зменшується ударний об'єм. З іншого боку, зменшення ОЦК призводить до гіпоксії та метаболічного ацидозу. Зазвичай спостерігають порушення перфузії тканин.

## Форми
З точки зору патогенезу можна виділити такі форми гіповолемічного шоку:
- Геморагічний шок, який виникає через гостру зовнішню або внутрішню кровотечу.
- Гіповолемічний шок, який зумовлює критичне зниження ОЦК без гострої крововтрати внаслідок зовнішньої (дегідратаційний шок) або внутрішньої втрати рідини; або через її депонування в тканинах (як це, наприклад, відбувається при сибірці); або внаслідок недостатнього надходження рідини до організму.
- Травматично-геморагічний шок, який виникає через гостру крововтрату та значні пошкодження тканин із вивільненням великої кількості медіаторів внаслідок дії зовнішніх фізичних або хімічних факторів (політравма).
- Травматично-гіповолемічний шок через критичне зниження ОЦК без гострої крововтрати з одночасним значним пошкодженням тканин та вивільненням медіаторів при значних термічних опіках, забоях м'яких тканин.

## Патогенез
У розвитку гіповолемічного шоку виділяють наступні фази:
- дефіцит ОЦК;
- стимуляція симпатико-адреналової системи;
- шок.

I фаза — дефіцит ОЦК. Гострий дефіцит об'єму крові призводить до зменшення венозного припливу до серця, зниження ЦВТ і ТЗЛК. У результаті цього знижується ударний об'єм серця. У межах 1 год. інтерстиціальна рідина спрямовується в капіляри, відповідно знижується обсяг інтерстиціального водного сектора. Це переміщення відбувається протягом 36-40 год. від моменту крововтрати. Загальний обсяг транскапілярного наповнення зростає максимум на 1 л.
II фаза — стимуляція симпатико-адреналової системи. Рефлекторна стимуляція барорецепторів викликає активізацію симпатико-адреналової системи. Збудження її веде до підвищення секреції катехоламінів, вміст яких зростає в десятки (норадреналін) і сотні (адреналін) разів. Збільшується симпатичний тонус серця, вен і артеріол, зменшується вагусний вплив на серце. Стимуляція бета-адренергічних рецепторів призводить до збільшення скорочувальної здатності міокарда і збільшення ЧСС. Стимуляція альфа-адренергічних рецепторів викликає скорочення селезінки, венозних судин, вазоконстрикцію в шкірі, скелетних м'язах, нирках, приводячи до підвищення ЗПОС і централізації кровообігу. Цей механізм спрямований на підтримку ХОС[прояснити], АТ, ЦВТ, кровообігу в мозку і серці за рахунок погіршення кровообігу в органах, які інервуються блукаючим нервом (печінка, підшлункова залоза, кишечник), а також у нирках, шкірі і м'язовій системі. Вазоконстрикція об'ємних судин, що викликає зменшення ємності венозних судин, веде до диспропорції між обсягом крові і ємністю судинного русла. У короткому інтервалі часу ця реакція є захисною і при швидкій нормалізації об'єму крові настає одужання. Якщо ж дефіцит ОЦК зберігається, то на перший план виступають негативні наслідки тривалої ішемії, за рахунок яких досягається централізація кровообігу.
Активація ренін-ангіотензин-альдостеронової системи викликає затримку натрію, що міститься переважно в інтерстиціальному водному секторі. Цей механізм сприяє затримці рідини і заповненню обсягу цього сектора.
III фаза — власне гіповолемічний шок. Дефіцит об'єму крові, зменшення венозного повернення і тиску наповнення серця, ХОС, АТ і тканинної перфузії на фоні триваючої адренергічної реакції є основними ланками гіповолемічного шоку.

## Клінічні прояви
Клінічні критерії гіповолемічного шоку:
- частий малий пульс;
- зниження систолічного артеріального тиску;
- зниження ЦВТ;
- холодна, волога, блідо-ціанотична або мармурова шкіра;
- уповільнений кровотік в нігтьовому ложі;
- температурний градієнт більше 3°С;
- олігурія.